# Манассия (Максимович)
Манассия (Максимович) (в миру — Михаил Максимович) (укр. Манасія (Михайло) Максимович, ? — 2 июля 1758, Киев) — церковный и культурно-просветительский деятель XVIII века, священнослужитель, архимандрит Киево-Печерского монастыря.
Родился недалеко от Миргорода (теперь Полтавская область Украины). 
Окончил Киево-Могилянскую академию. В 1745—1749 гг. был преподавателем немецкого и еврейского языков в Киево-Могилянской академии. С 1750 года — префект академии.
В 1752 году — по приказанию киевского митрополита Тимофея — вместе с иеромонахом Фомой Гирчичем проверял по первоисточникам Четьи Минеи Святого Димитрия Ростовского для третьего их издания. Работа эта, веденная со смелыми критическими приёмами, имела результатом совместно составленную исправителями обстоятельную записку о замеченных в источниках и части сочинения св. Димитрия ошибках и противоречиях, которые после легли в основу новой подобной работы, исполненной в городе Санкт-Петербурге. Отрывки из этой записки напечатаны в «Трудах Киевской духовной академии» (1909 год, октябрь, стр. 233—238).
С 1755 года — ректор и профессор пиитики Киево-Могилянской академии, в 1755—1758 гг. — архимандрит Киево-Печерского монастыря.
Манасия Максимович — автор ряда проповедническо-богословских произведений, переводчик.
Архиепископ Филарет в «Обзоре духовной литературы» говорил, что его трактат «О различии между греческой и римской церковью» (на латинском языке) был издан в Бреславле в 1754. Максимович был известен как проповедник, некоторые его слова, например на день великомученицы Варвары, «Слово на избрание гетмана в Глухове» (о гетмане Кирилле Разумовском) долго ходили в рукописях. В. И. Аскоченский указывал на его трактат о преподавании наук.